# The Hits Collection (vidéo)
Pour les articles homonymes, voir The Hits Collection.
Pour plus de détails, voir Fiche technique et Distribution.
The Hits Collection est une vidéo de musique sortie en 1993 pour accompagner la sortie de la compilation The Hits / The B-Sides.

## Synopsis
Après 15 années de carrière la Warner Bros à tenus à sortir une compilation ou un best-of de son protégé. Une idée qu'il ne partagea pas du tout, ce conflit est un des premiers qui va entrainer l'émancipation de Prince. C'est sans son accord et après son changement de nom que la compagnie sort The Hits / The B-Sides et cette vidéo qui contient une sélection de clips. Ceci a permis aux fans de trouver ou retrouver, avec une image et un son parfaits, des clips assez anciens comme ceux de Uptown, Dirty Mind ou Controversy. On s'aperçoit alors que pendant très longtemps, les clips de Prince n'ont été que des extraits de concerts ou de répétitions (1999, Little Red Corvette).
Les clips présents sont les suivants :
- Peach (dirigé par Parris Patton)
- Uptown
- 1999
- Alphabet St.
- Sign "☮" The Times
- Diamonds and Pearls
- Controversy
- Dirty Mind
- I Wanna Be Your Lover
- Little Red Corvette
- I Would Die 4 U
- Raspberry Beret
- Kiss
- Cream
- 7

Comparé à la compilation, cet ensemble exclut de nombreux hits. Beaucoup de ses plus grands succès comme When Doves Cry, Batdance et U Got the Look ont été laissés hors de la collection, tandis que des vidéos moins bonne comme Sign "☮" Times ont été inclus. Mais un avantage la collection comprenait certains des premières vidéos de Prince, qui sont rarement vues à la télévision.

## Fiche technique
- Titre original : The Hits Collection
- Réalisation : Warner Music Video
- Producteur : Warner Music Video
- Musique : Prince
- Sortie : Septembre 1993 dans le monde
- Genre : Divertissement

## Musicien Présents
- Prince
- Le groupe The Revolution apparaît au complet plusieurs fois
- The Lovesexy Band apparaît également
- Tous les premiers membres de la New Power Generation
- Dez Dickerson
- André Cymone
- Gayle Chapman